# Industry Foundation Classes

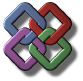
Logo der IFC

Industry Foundation Classes (IFC) sind ein offener Standard im Bauwesen zur digitalen Beschreibung von Gebäudemodellen (Building Information Modeling).
IFC wird von buildingSMART definiert (wie auch IDS und bSDD). Registriert ist IFC unter ISO 16739.

## Inhalt
Abgebildet werden logische Bauwerksstrukturen (z. B. Fenster-Öffnung-Wand-Geschoss-Gebäude), zugehörige Eigenschaften (Attribute) sowie optional Geometrie. Es lassen sich damit komplexe 3D-Planungsdaten mit Bauelementen und beschreibenden Attributen zwischen Bausoftwaresystemen übertragen.

## Verwendung
IFC wird von zahlreicher Software zum Austausch von Bauwerks- und Modelldaten unterstützt. Anwendungsbereiche sind z. B. 2D/3D-CAD, Statik- und Energieberechnungen, Mengen- und Kostenermittlung sowie im Facilitymanagement. Der Austausch erfolgt durch IFC-Dateien mit der Endung *.ifc. Daneben sind auch IFC-Dateien im XML-Standard (*.ifcXML) und gezippte IFC-Dateien (*.ifcZIP) gebräuchlich.
Buildingsmart bietet Softwareherstellern ein Zertifizierungsprogramm zur unabhängigen Qualitätsprüfung ihrer IFC-Schnittstelle an.

## Versionen (Auswahl)
| IFC-Version    | Veröffentlichung | Verwendung                                                                          |
| -------------- | ---------------- | ----------------------------------------------------------------------------------- |
| IFC 1.0        | 1997             | veraltet; früher Prototyp                                                           |
| IFC 1.5        | 1998             | veraltet; früher Prototyp                                                           |
| IFC 2.0        | 1999-10          | veraltet; früher Prototyp                                                           |
| IFC 2x         | 2000             | veraltet; für Early Adopters                                                        |
| IFC 2x2        | 2003-05          | veraltet; für Early Adopters                                                        |
| IFC 2x3        | 2005-12          | In praktischer Anwendung                                                            |
| IFC 4          | 2013-02          | veraltet                                                                            |
| IFC 4 ADD2     | 2015-06          | veraltet                                                                            |
| IFC 4 ADD2     | 2016-07          | veraltet                                                                            |
| IFC 4 ADD2 TC1 | 2017-10          | In praktischer Anwendung                                                            |
| IFC 4.1        | 2018-06          | zurückgezogen                                                                       |
| IFC 4.2        | 2019-04          | zurückgezogen                                                                       |
| IFC 4.3 ADD2   | 2024-04          | In praktischer Anwendung; Ergänzungen für Rail and Infrastructure, im ISO-Verfahren |
| IFC 4.4 dev    | offen            | Ergänzungen für Tunnel, in Entwicklung                                              |
| IFC 5 dev      | offen            | Next generation IFC                                                                 |

| Legende: | Ältere Version; nicht mehr unterstützt | Ältere Version; noch unterstützt | Aktuelle Version | Aktuelle Vorabversion | Zukünftige Version |

### buildingSMART
- buildingSMART International
- buildingSMART e. V.
- Spezifikation der IFC für Entwickler
- Startseite des IFC-Wiki

### Seiten von Softwarefirmen zum Thema IFC
- Infoseite von Allplan (Nemetschek)
- Infoseite von Graphisoft
- Infoseite von Vectorworks (Nemetschek)